# بيز جولير
بيز جولير (بالإنجليزية: Piz Julier)‏ هو أحد جبال سلسلة جبال الألب ألبولا ويقع في كانتون غراوبوندن في سويسرا. يحتل المرتبة رقم 81 في قائمة جبال سويسرا من حيث الارتفاع، إذ يبلغ ارتفاعه حوالي 3380 متر، بينما يبلغ ارتفاع نتوء الجبل 489 متر، هذا وقد سجل أول وصول لقمة الجبل عام 1859.